# Tschoscha-Bucht
Die Tschoscha-Bucht (alternative Schreibweise: Tschoschabucht) (russisch Чёшская губа, Tschjoschskaja guba, auch als Tschescha-Bucht transkribiert) ist eine Bucht beziehungsweise ein Golf der Barentssee des Arktischen Ozeans in der russischen Oblast Archangelsk (genauer im Autonomen Kreis der Nenzen) zwischen der Ostküste der Kanin-Halbinsel und dem gegenüberliegenden Festland.

## Geographie
Der Golf bildet ein Oval mit einer Breite von 130 km und einer Höhe von 110 km. Die Öffnung zur Barentssee, vor der in einer Entfernung von 100 km die Insel Kolgujew liegt, zwischen Kap Mikulkin und der Barmin-Landspitze ist etwa 50 km breit. Dort beträgt die Meerestiefe 55 m, sonst liegt sie unter 50 m, mit etlichen Untiefen und Sandbänken von 2 bis 3 m Tiefe. In den Golf münden viele Flüsse, darunter Tschoscha, Wischas, Oma, Pjoscha und Wolonga. Südlich der Bucht erstreckt sich die flache Tundralandschaft des Nordrussischen Tieflands.
Im fischreichen Golf lebt eine endemische Unterart des Herings, der sogenannte Tschoscha-Petschora-Hering (Clupea palasii suworovi).
Die Tschoscha-Bucht ist eine der historischen Buchten Russlands, das ganze Gebiet hat den rechtlichen Status eines innerrussischen Gewässers.

## Karten

Blatt NQ 37-4 und 37-8 NQ aus der Reihe von Karten Osteuropas der National Geospatial Intelligence des  Kartographischen US-Militär-Service. Serie 501. 1954. Maßstab 1:250 000
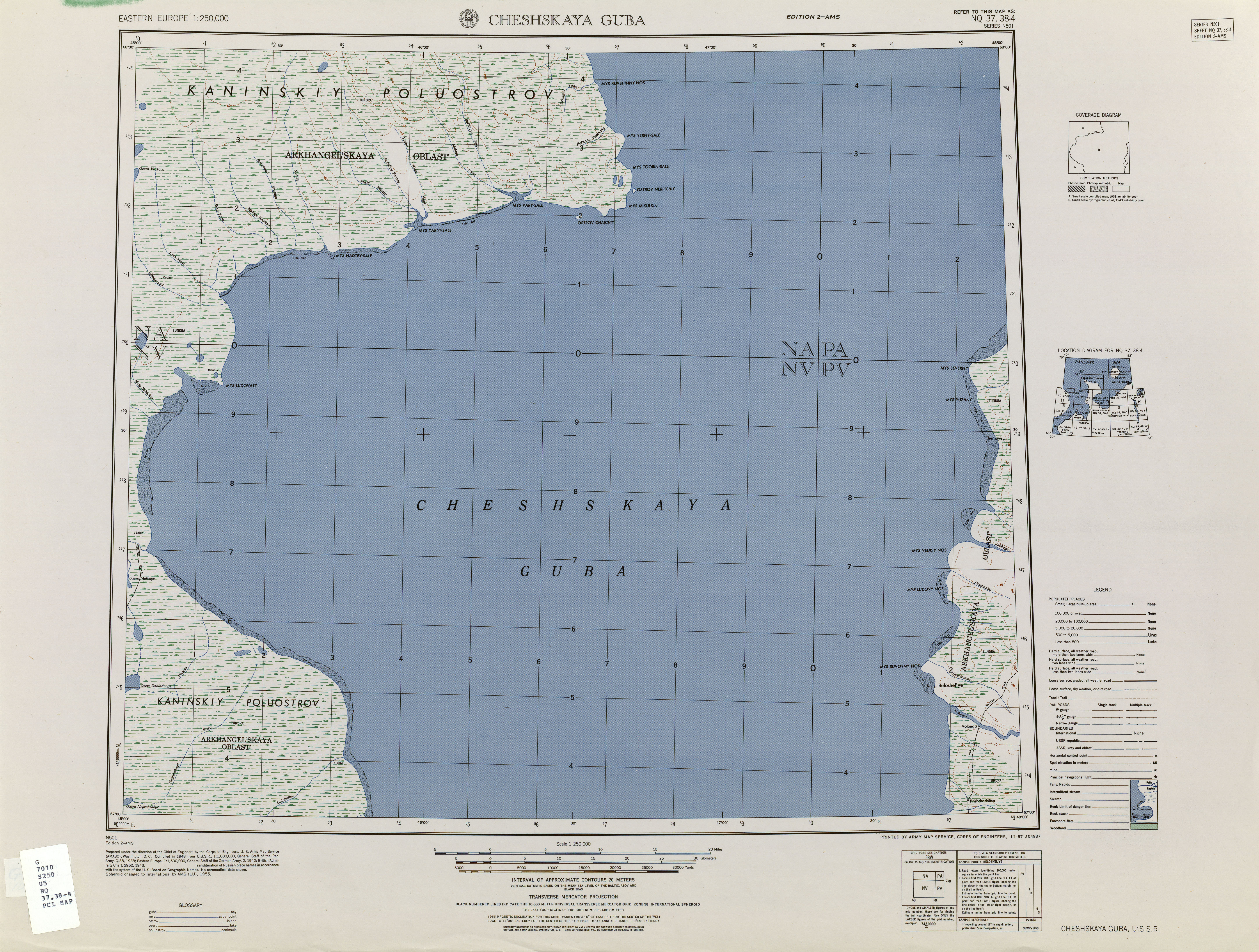
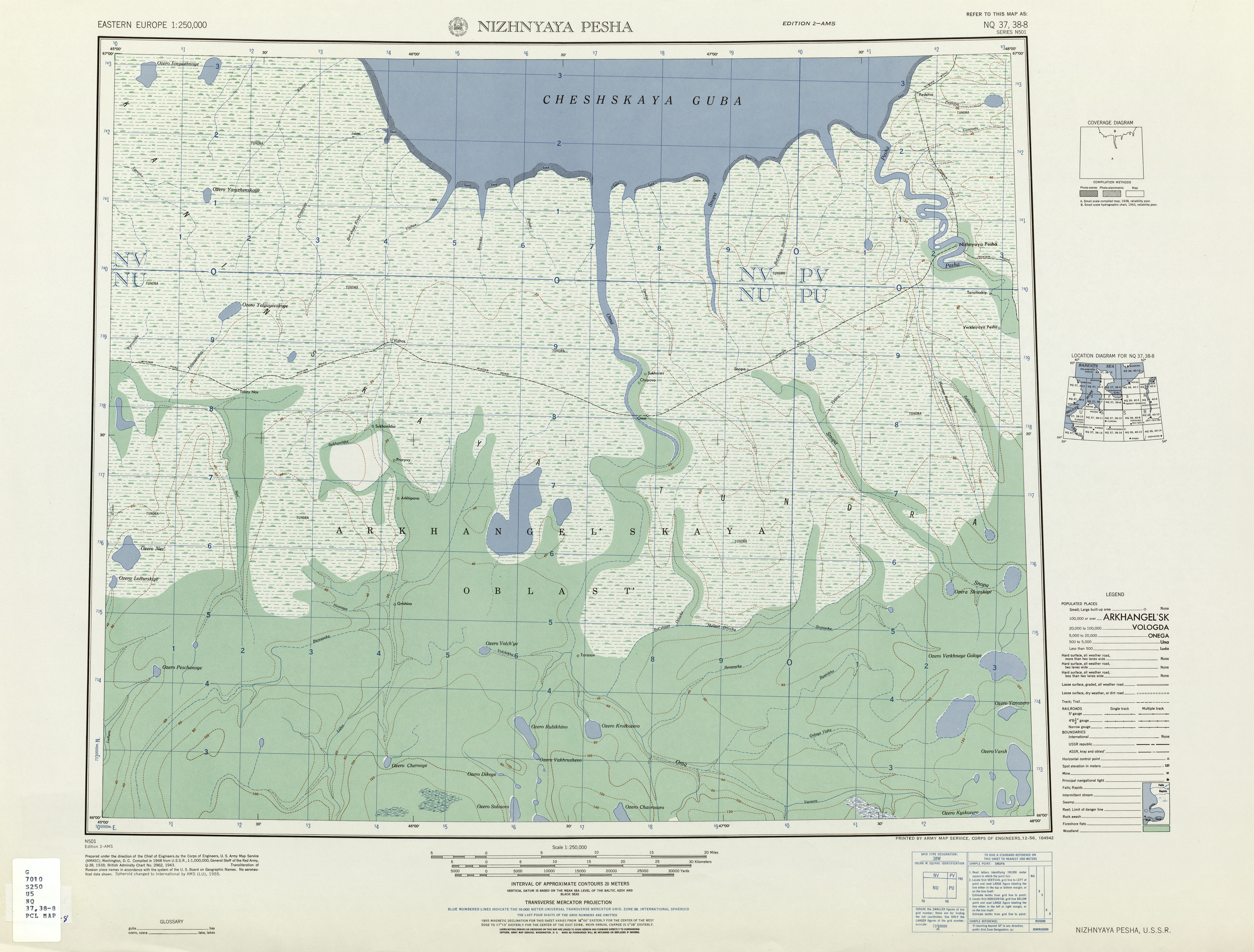